# Андруцопулос, Адамандиос
Адама́ндиос Андруцо́пулос (др.-греч. Αδαμάντιος Ανδρουτσόπουλος; 20 августа 1919, Псари Трифилия, Мессения, Греция — 10 ноября 2000, Афины, Греция) — греческий политический деятель, премьер-министр Греции при хунте Чёрных полковников (1973—1974).

## Биография
Окончил юридический факультет Афинского университета и Школу права Джона Маршалла.
В 1959—1967 гг. — проживал в Чикаго, преподавал в Чикагском университете.
Во время правления хунты «черных полковников» занимал высокие правительственные посты.
В 1967—1971 гг. — министр финансов,
в 1971—1973 гг. — министр внутренних дел.
В 1973—1974 гг. — премьер-министр Греции и одновременно министр финансов.
После установления в стране демократии ушёл из политики.